# Peltaea lasiantha
Peltaea lasiantha là một loài thực vật có hoa trong họ Cẩm quỳ. Loài này được Krapov. & Cristobal mô tả khoa học đầu tiên năm 1965.